# 陈冰冰
陈冰冰（1962年4月—），安徽凤阳人，汉族，中国共产党党员。中华人民共和国政治人物、第十三届全国人民代表大会安徽地区代表。

## 生平
2018年2月24日，当选为第十三届全国人大代表。2022年3月，被任命为安徽省人大常委会社会建设工作委员会主任。